# St. Marien-Ludwig-Ferdinand-Kinderheim

Gesamtansicht von Südosten des St.-Marien-Ludwig-Ferdinand-Kinderheims (heute Kinderheim des Blindeninstituts München)

Gräfin Viktorine von Butler-Haimhausen (1811–1902)

Die Sozialeinrichtung St. Marien-Ludwig-Ferdinand-Kinderheim im Münchner Stadtviertel Neuhausen wurde von der Gräfin Viktorine von Butler-Haimhausen und ihrem St.-Marien-Verein im Jahr 1881 als Armenkinderhaus gegründet. Der heutige Gebäudekomplex im Geviert zwischen Roman-/Lachner-/Renata-/Winthirstraße wurde in zwei Etappen in den Jahren 1885/1890–92 durch den Architekten Emanuel von Seidl errichtet. Heute befindet sich darin ein von der Blindeninstitutsstiftung geführtes Kinderheim mit Internatsschule für sehbehinderte und blinde Kinder/Jugendliche sowie hörsehbehinderte und taubblinde Schüler.

## Geschichte

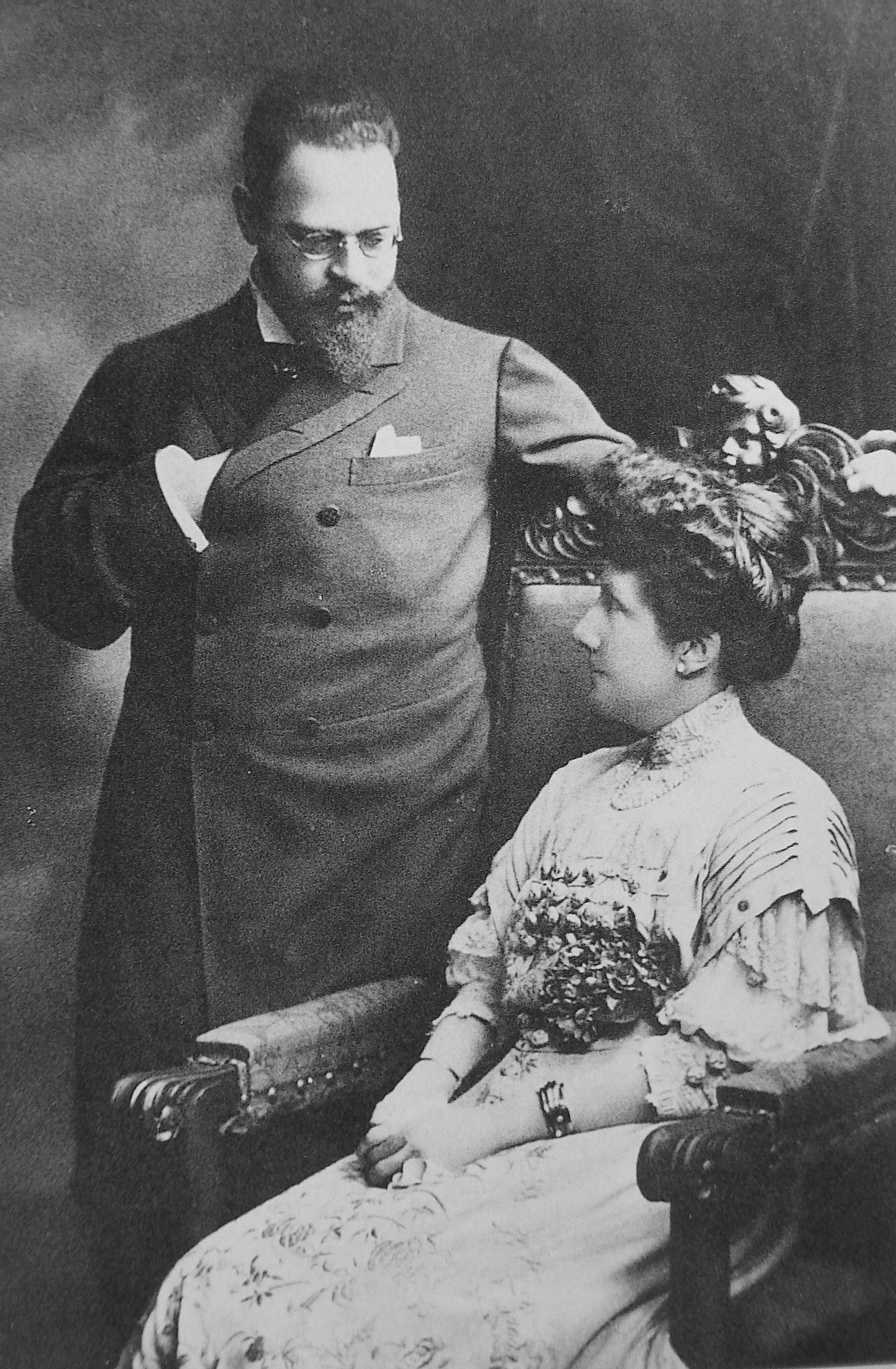
Prinzessin María de la Paz und ihr Gemahl Prinz Ludwig Ferdinand von Bayern

Die Gründerin Gräfin Viktorine von Butler-Haimhausen hatte bereits im Jahr 1854 begonnen, zwanzig verwaiste Kinder bei sich aufzunehmen und zu versorgen. Drei Jahre später wurde durch sie der St.-Marien-Verein gegründet; dieser übernahm die Betreuung der nun 80 Waisenkinder, die inzwischen seit 1856 im ehemaligen Kloster Indersdorf eine neue Bleibe gefunden hatten. Im Jahr 1881 mietete sie am nordwestlichen Ortsrand des Dorfes Neuhausen die Hadermannsölde an, um auch hier ein Armenkinderhaus ins Leben rufen zu können. Bereits ein paar Monate später wurde das Gebäude, in dem schon 12 Kinder eine Unterkunft gefunden hatten, käuflich erworben. Die erste Leiterin des Heimes, mit Mädchen vom 4. Lebensjahr bis zum Austritt aus der Volksschule, wurde Antonie Hoffmann, die Tochter eines Gerichtsarztes. Im April 1884 konnten die Franziskanerinnen von Maria Stern in Augsburg für die Heimleitung gewonnen werden. Zum Ende des Jahres waren aufgrund des Vertrauensanstiegs 28 Kinder in Obhut. Im Januar 1885 konnte die Prinzessin María de la Paz von Bayern, Gemahlin vom wittelsbachischen Arzt Prinz Ludwig Ferdinand von Bayern, als Protektorin gewonnen werden, die ihr Amt sehr ernst nahm. Einen Neubau machten die im Jahr 1884 festgestellten Baumängel des Hofes und die steigende Kinderzahl notwendig, für dessen Planung der bedeutende Architekt Emanuel von Seidl gewonnen werden konnte. Dieser, der den heutigen Nordflügel mit dem Hauptportal darstellt, wurde westlich an die Hadermannsölde angebaut. Aufgrund des weiteren Aufschwungs bei der Aufnahme von bedürftigen Kindern erwarb der St.-Marien-Verein 1888 und 1889 einen angrenzenden Bauernhof und Wiesenflächen, auf deren Gründe von 1890 bis 1892 mehrere Anbauten wiederum durch Emanuel von Seidl errichtet wurden. Der Gebäudekomplex besaß nun drei Erziehungshäuser (Nord, West, Ost), Waschanstalt, Bügelei, Hausmeisterei, Schusterei, Bäckerei und die mit allen verbundene mittige Anstaltskirche. Durch die zusätzlichen Erziehungshäuser konnten nun auch Knaben aufgenommen werden, für die sich der Prinz Ludwig Ferdinand von Bayern im Jahr 1890 als Protektor bereitgestellt hatte.
Ab der Mitte der 1890er Jahre waren 150 Mädchen und 100 Knaben im St.-Marien-Ludwig-Ferdinand-Heim untergebracht. Der leitende St.-Marien-Verein erlebte bis zum Ausbruch des Ersten Weltkriegs einen enormen Aufschwung und seinen Höhepunkt; im Jahr 1905 zählte er 1.040 Mitglieder. Der Krieg brachte einschneidende Veränderungen für die Anstalt, denn es wurden Teile eines Feldartillerieregiments einquartiert. Die Zeit des Nationalsozialismus brachte noch größere Probleme, denn in die Räumlichkeiten wurden Abteilungen des Deutschen Jungvolks und des Bundes Deutscher Mädel eingerichtet. 1943 wurden alle Heimkinder evakuiert und nach Bad Aibling und Eggstätt transportiert. Dafür quartierte sich im September 1943 das Kriegssachschädenamt ein. Die Gottesdienste der Herz-Jesu-Kirche fanden nach deren Kriegszerstörung bis zur Errichtung einer neuen Kirche in der Anstaltskirche statt. Bis in das Jahr 1946 blieb das Mädchenhaus von den US-Truppen beschlagnahmt, anschließend konnte der Vollbetrieb mit 220 Kindern wieder aufgenommen werden. 1946 und 1949 starben die königlichen Protektoren, diese Aufgabe übernahm daraufhin ihre Tochter Prinzessin Pilar von Bayern.

Portalbereich an der Nordseite

Ende der 1960er Jahre gingen die Anmeldezahlen für das Heim stark zurück, die Gründe dafür waren die verstärkte Übergabe an Pflegeeltern und der pillenbedingte Geburtenrückgang. Deshalb rief die Heimleitung das Förderprogramm für lernschwache Kinder ins Leben. Dies verhinderte aber das vorhergesagte Ende des St.-Marien-Ludwig-Ferdinand-Heims nicht. Deshalb löste die Ordensleitung den mit 15 Schwestern bestehenden Konvent im Jahre 1987 auf. Um den Gebäudekomplex einer dem Vereinszweck entsprechenden neuen Nutzung zu übergeben wurde Kontakt mit der in Würzburg ansässigen Blindeninstitutsstiftung aufgenommen. Diese nutzte zunächst die südlichen Gebäudeteile für ihren Blindenobsorgeverein. Um Räumlichkeiten für die Schulung der Eltern zu bekommen, wurde die Kirche profaniert und eine Zwischendecke eingezogen. Im Jahr 2007 löste sich der St.-Marien-Ludwig-Ferdinand-Verein auf und übergab der Blindeninstitutsstiftung das gesamte Vermögen und alle Gebäude.

## Beschreibung
Das Hauptgebäude der Anlage ist ein dreiflügeliger barockisierender Bau mit Verbindungsbauten, dessen Nordflügel von einem turmartigen Torbau mit Walmdach bestimmt wird. Über dem Hauptportal befindet sich eine große Hausmadonna im Stil der Weilheimer Bildhauerschule. Der Südbau ist ein 27 Meter langer eingeschossiger Walmdachbau mit Mezzaningeschoss und Giebelvorbau. In der Mitte des Gebäudekomplexes erhebt sich auf einem zweigeschossigen Unterbau die ehemalige Anstaltskirche mit einem hohen Dachreiter. Alle Gebäudebauten sind miteinander verbunden.

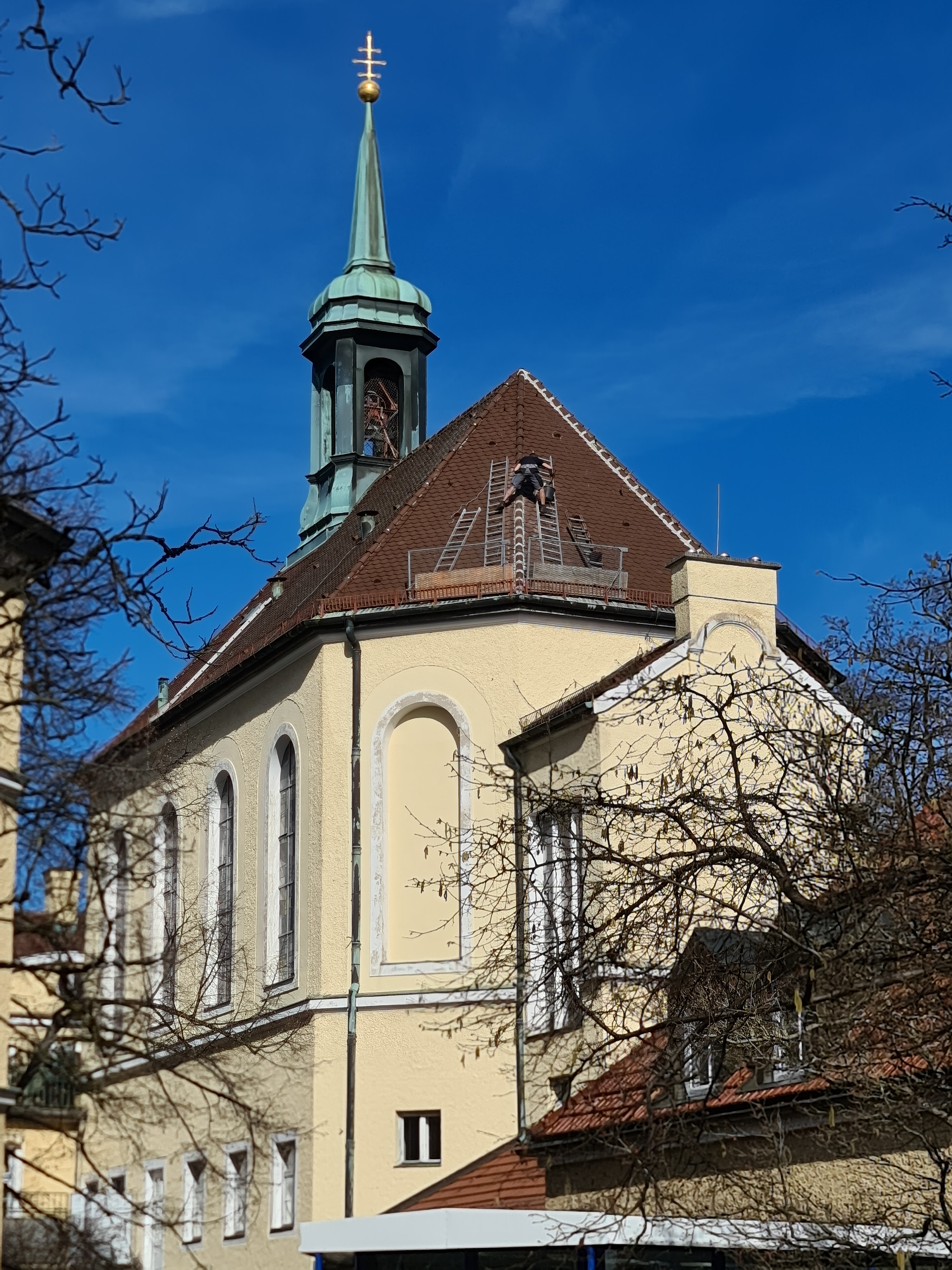
Hauskapelle (Anstaltskirche) von Südwest

Südlich der Gebäude und innerhalb der dezent-modern gestalteten Grundstücksmauer befindet sich der umfangreiche, nach 2000 entstandene Kinderspielplatz.

## Nutzungsschwerpunkt
Beim Unterricht und der Betreuung liegt der Förderschwerpunkt im Sehen und in weiterem Förderbedarf. Der liegt zum Beispiel in den Bereichen der geistigen und körperlich-motorischen Entwicklung von hörsehbehinderten und taubblinden Schülern. Dabei arbeiten die Sozialpädagoginnen, Erzieherinnen, Heilerziehungspflegerinnen und Kinderpflegerinnen der Schule, der Heilpädagogischen Tagesstätte, des 5-Tage-Internats und des Ganzjahreswohnens sowie aus den therapeutischen Bereichen interdisziplinär und eng zusammen.